# Фар Лэп: Путь к победе
О бывшей софтверной компании см. статью Phar Lap
«Фар Лэп: Сердце нации» — фильм 1983 года режиссёра Саймона Уинсера об австралийском скакуне по кличке Фар Лэп по сценарию Дэвида Уильямсона. В фильме сыграли Том Бёрлинсон и Рон Либман.

## Сюжет
Фар Лэп, ласково называемый Бобби, ослабевает и умирает в конюшне Вудкока в Menlo Park в Калифорнии, в 1932 году. Новость вызывает глубокую печаль и скорбь в Австралии. Оставшаяся часть фильма сделана как возврат в прошлое.
Пятью годами раньше Фар Лэп прибыл в Австралию, его приобрели в Новой Зеландии, ранее не видя. Его тренер Гарри Телфорд (Vaughan) и владелец Дейв Дэвис (Либман) следили, как его на поводу сводят на пристань. Дэвиса не впечатлила внешность скакуна, и он отдал Телфорду распоряжение немедленно продать лошадь. Телфорд выразил протест, заявив, что лошадь, судя по её родословной, является исключительным скакуном. Дэвис соглашается оставить её Телфорду на три года, сохраняя за собой право на одну треть от выигрышей на скачках. При этом Телфорд должен был сам платить за содержание лошади.

## Отличия в разных странах
В американской версии фильма история сыграна более традиционным способом — фильм начинается с того, как Фар Лэп выходит из лодки. Это было сделано для того, чтобы сделать концовку более драматичной, так как в США история Фар Лэпа не так хорошо известна.

## Интересные факты
- Tommy Woodcock, австралийский владелец беговых лошадей и Фар Лапа, снялся в качестве тренера.
- Роль Фар Лэпа была сыграна лошадью по кличке Towering Inferno. В 1999 году в Сиднее Towering Inferno был убит молнией. Кличка Фар Лэпа произошла от тайского слова faá-laêp — ฟ้าแลบ, обозначающего молнию.